# Tatsunori Hisanaga
Tatsunori Hisanaga (født 23. december 1977) er en tidligere japansk fodboldspiller.
Han har spillet for flere forskellige klubber i sin karriere, herunder Avispa Fukuoka og Omiya Ardija.